# Multiverso (Universo Cinematográfico da Marvel)
O multiverso é um cenário fictício dentro da franquia de mídia Universo Cinematográfico Marvel (UCM). Baseado no cenário de mesmo nome da Marvel Comics, é uma coleção de infinitas realidades e dimensões alternativas. Explorado pela primeira vez no filme Doutor Estranho (2016), é revisitado no filme Vingadores: Ultimato (2019) antes de desempenhar um papel fundamental nas Fases Quatro, Cinco e Seis do UCM, que constituem "A Saga do Multiverso". 
O multiverso do UCM centra-se em um único universo chamado "Linha do Tempo Sagrada", no qual a Autoridade de Variância Temporal (TVA) trabalha para evitar a formação de universos ramificados. "Aquele que Permanece", o superintendente secreto da Linha do Tempo Sagrada, morre nas mãos de Sylvie, após o que o multiverso é libertado e um número infinito de universos é formado.
Muitas versões alternativas de personagens UCM existentes foram introduzidas através do multiverso, principalmente as de Loki, Kang, o Conquistador, Homem-Aranha, Doutor Estranho, Deadpool e Wolverine. A principal realidade retratada no UCM é designada Terra-616 começando com o filme Doutor Estranho no Multiverso da Loucura (2022), apesar de sua designação como Terra-199999 pela Marvel Comics e pela mídia externa. O multiverso recebeu uma resposta mista dos críticos, com elogios por seu visual e apelo nostálgico, mas críticas por sua dependência excessiva do fan service. A incorporação de personagens de filmes da Marvel não pertencentes ao MCU também gerou especulações e discussões entre telespectadores e comentaristas.

## Conceito e criação
O multiverso foi introduzido pela primeira vez na Marvel Comics durante as décadas de 1960 e 1970. Em Strange Tales #103 (1962), o personagem Johnny Storm do Quarteto Fantástico, é teletransportado para uma realidade alternativa pela primeira vez na história da Marvel com o personagem enviado para Quinta Dimensão. O conceito de multiverso foi mais tarde totalmente explorado em What If...? #1 (1977) e Marvel Two-in-One #50 (1979), com o termo "multiverso" usado pela primeira vez na série What If...?. A principal realidade que aparece nos quadrinhos, a Terra-616, foi nomeada pela primeira vez em The Daredevils #7 (1983) pelo criador do Capitão Britânia, David Thorpe, para diferenciar o personagem de suas versões alternativas.
Em 2008, o filme Homem de Ferro foi lançado, dando início à franquia de mídia Universo Cinematográfico Marvel (UCM). A Marvel Comics posteriormente designou o cenário da franquia como Terra-199999 na versão de capa dura do Official Handbook of the Marvel Universe A-Z, vol. 5 (2008). Foi demonstrado que os personagens Loki, Gwenpool e Doutor Estranho dos quadrinhos estão cientes da existência do UCM. O multiverso é apresentado ao UCM no filme Doutor Estranho (2016) e o diretor Scott Derrickson observam que o personagem de quadrinhos "abriu o universo dos quadrinhos da Marvel para o multiverso da Marvel". Na época, o produtor e presidente da Marvel Studios, Kevin Feige, afirmou que não havia planos para explorar universos paralelos semelhantes aos apresentados nos quadrinhos, em vez disso, o filme explorou várias "dimensões alienígenas".
O multiverso do MCU é revisitado no filme Vingadores: Ultimato (2019), no qual os Vingadores viajam para quatro linhas do tempo alternativas como parte de um "Assalto no Tempo". A fuga de uma versão alternativa de Loki de uma Nova York Alternativa de 2012 prepara a primeira temporada da série Disney+, Loki (2021). O multiverso desempenha um papel central na Fase Quatro do UCM, especialmente na primeira temporada de Loki, a primeira e segunda temporada da série Disney+, E se...? (2021 e 2023), o filme Homem-Aranha: Sem Volta para Casa (2021), e o filme Doutor Estranho no Multiverso da Loucura (2022). Fases Quatro, Cinco e Seis do UCM entenderão “A Saga do Multiverso”.
Os showrunners de Loki colaboraram com as equipes por trás da série Disney+ WandaVision (2021), E se...? e do filme Homem-Formiga e a Vespa: Quantumania (2023), já que todos os três projetos estão conectados de alguma forma ao multiverso. Junto com a co-produtora executiva da WandaVision, Mary Livanos, e o produtor executivo de E se...?, os produtores executivos de Loki, Kevin Wright e Stephen Broussard, desenvolveram um "livro de regras" sobre o multiverso e as linhas temporais alternativas do UCM. Feige também se reuniu com executivos da Marvel Studios para discutir. as regras do multiverso e como elas o apresentariam ao público.
Com o lançamento de The Marvel Cinematic Universe: An Official Timeline em outubro de 2023, Feige escreveu em seu prólogo que a Marvel Studios considerava, naquela época, projetos desenvolvidos por eles em suas primeiras quatro fases como parte de sua “Linha do Tempo Sagrada”. mas reconheceu a história de outros filmes e séries de televisão da Marvel que existiriam no multiverso maior, visto que eram "canônicos para a Marvel". Além disso, ele observou que à medida que a Marvel Studios progredia em “A Saga do Multiverso”, outras linhas temporais externas tinham o potencial de “colapsar ou convergir” com a Linha do Tempo Sagrada.

## Universos notáveis

### Terra-616
A Terra-616, também conhecida como "Linha do Tempo Sagrada", é o universo principal retratado no UCM. Apesar de ter sido designada como Terra-199999 pela Marvel Comics em 2008 em um manual, No Multiverso da Loucura estabelece o UCM como Terra-616, compartilhando o nome com o cenário principal dos quadrinhos. O executivo da Marvel Studios, Nate Moore, referiu-se anteriormente ao universo principal do UCM como Terra-616 em novembro de 2021, e Feige também começou a usar o termo internamente antes do lançamento do No Multiverso da Loucura. Além do uso do termo por Beck em Sem Volta para Casa, uma referência ao "universo 616" pode ser vista no quadro negro de Erik Selvig em O Mundo Sombrio.

### Destruição da Terra
Após saber do ataque do exército de Thanos à Terra em busca da Joia da Mente, e de uma profecia anunciando a destruição da Terra no mesmo dia na quinta temporada de Agentes da SHIELD (durante os eventos principais de Guerra Infinita), um Glenn Talbot infundido com gravitônio, pretendendo ajudar os Vingadores em sua batalha contra o exército de Thanos, tenta extrair mais gravitônio do núcleo da Terra para aumentar seu poder, inadvertidamente destruindo a Terra e cumprindo a profecia que pretendia evitar. Nos eventos principais da temporada, Phil Coulson e seus agentes são transportados para este futuro de 2017, aprendendo que seus eus futuros, ao falharem em impedir a destruição da Terra, salvaram uma pequena parte da humanidade dentro da base do Farol da SHIELD, agora em órbita ao redor dos restos da Terra como uma estação espacial improvisada. Após retornar ao seu próprio tempo, em 2018, seis meses após deixarem seu universo original, Daisy Johnson lança Talbot no espaço antes que ele possa destruir o planeta acidentalmente.

### Assalto ao Tempo

#### Assalto ao Tempo de 2012
Os Vingadores visitam a cidade de Nova York em um 2012 alternativo durante a Batalha de Nova York em Ultimato. Enquanto Bruce Banner/Professor Hulk implora ao Ancião para abrir mão da Joia do Tempo, Rogers intercepta uma equipe S.T.R.I.K.E. e adquire o Cetro do Loki contendo a Joia da Mente. Stark e Lang tentam roubar o Tesseract da contraparte alternativa de Stark, mas o plano dá errado e Loki escapa com o Tesseract. Em Loki, essa realidade é "reiniciada" pela TVA e o Loki alternativo é preso.

#### Assalto ao Tempo de 2014
Durante o Assalto Temporal nos Vingadores: Ultimato, Natasha Romanoff / Viúva Negra, Clint Barton / Gavião Arqueiro, James Rhodes / Máquina de Combate e Nebulosa viajam no tempo para uma Morag alternativa em 2014. Romanoff e Barton partem na Benatar para Vormir para adquirir a Joia da Alma, na qual Romanoff se sacrifica. Enquanto isso, Rhodes e Nebulosa adquirem com sucesso o Orbe contendo a Joia do Poder, mas Nebulosa é capturada por Thanos de 2014. Mais tarde, Thanos de 2014 e sua nave de guerra, o Santuário II, são teletransportados para o Complexo dos Vingadores em 2023, levando a uma grande batalha entre as forças de Thanos e os Vingadores, Guardiões da Galáxia, Mestres das Artes Místicas, Wakandanos, Asgardianos e Devastadores. Uma versão alternativa de Gamora de 2014 trai Thanos e se junta a Nebulosa de 2023, desaparecendo mais tarde do campo de batalha. Ela retornou no filme Guardiões da Galáxia Vol. 3 (2023).

### Universos de E se...?
Até agora, dois universos alternativos em E se...? serviram como pontos importantes da trama ou estão planejados para serem expandidos em projetos futuros.

#### Apocalipse Zumbi
Em uma realidade explorada pela primeira vez em "What If... Zombies?!", Pym resgata Janet do Reino Quântico como fez no filme Homem-Formiga e a Vespa (2018), apenas para descobrir que Janet foi infectada com um vírus quântico que a transformou em um zumbi. Isso leva a um apocalipse zumbi, com muitos Vingadores transformados em zumbis, incluindo Stark, Strange, Wong, Barton, Happy Hogan, Sam Wilson / Falcão, Sharon Carter / Agente 13, Rogers e Maximoff. Esta realidade será revisitada em Marvel Zombies, no qual personagens adicionais são revelados como tendo se transformado em zumbis, incluindo Emil Blonsky / Abominável, Ava Starr / Fantasma, Carol Danvers / Capitã Marvel, Okoye e Ikaris.

#### A Conquista de Ultron
O episódio "What If... Ultron Won?" da primeira temporada de E se...? é centrado em um universo alternativo onde Ultron transfere sua consciência para o corpo do Visão, adquire as Joias do Infinito de Thanos e elimina toda a vida no universo. Isso leva ao final da primeira temporada, "What If... the Watcher Broke His Oath?", no qual o Vigia reúne seis personagens multiversais dos episódios anteriores para os Guardiões do Multiverso, e Ultron é derrotado. Os animadores usaram um efeito artístico chamado Kirby Krackle nesses dois episódios para demonstrar o poder multiversal de Ultron e do Vigia, que Bradley foi inflexível em incluir devido a nunca ter sido usado antes no UCM.

### Universos alternativos do Homem-Aranha
Homem-Aranha: Sem Volta para Casa (2021) serve como um crossover e uma ligação com filmes live-action anteriores do Homem-Aranha com o UCM, especificamente aqueles que apresentaram Tobey Maguire e Andrew Garfield interpretando separadamente o personagem principal.

#### Universo de Peter-Dois
Sem Volta para Casa apresenta personagens da série de filmes Homem-Aranha de Sam Raimi, com muitos atores reprisando seus papéis da trilogia. A versão de Parker deste universo, apelidada de "Peter-Dois", usa teias orgânicas em vez de atiradores de teias como suas contrapartes alternativas, e mantém um relacionamento complicado com o interesse amoroso Mary Jane Watson. Três dos vilões de Parker, que incluem Osborn, Octavius e Marko, também são transportados para a Terra-616. O roteiro oficial de No Way Home se refere ao universo de Parker como sendo apelidado de "Raimi-verse".

#### Universo de Peter-Três
Sem Volta para Casa também apresenta personagens da série de filmes The Amazing Spider-Man de Marc Webb, com muitos atores reprisando seus papéis da duologia. A versão de Parker deste universo, apelidada de "Peter-Três", se recupera da morte da namorada Gwen Stacy no filme O Espetacular Homem-Aranha 2 - A Ameaça de Electro (2014), responsabilizando-se por seu fracasso em salvá-la, tornando-se violento e furioso como resultado nos anos seguintes à morte dela. Dois dos vilões de Parker, que incluem Connors e Dillon, também são transportados para a Terra-616. O roteiro oficial de No Way Home se refere ao universo de Parker como sendo apelidado de "Webb-verse".

### Terra-838
A Terra-838 é introduzida pela primeira vez em Multiverse of Madness. É mais notavelmente o lar dos Illuminati, uma sociedade secreta fundada por uma versão alternativa de Strange. Depois de causar uma "incursão" de outra realidade como um subproduto do uso do Darkhold para derrotar Thanos, Strange é executado por Boltagon em Titã, e ele é sucedido por Mordo como um dos membros dos Illuminati. Os Illuminati foram formados após o sucesso do programa Ultron e a aposentadoria subsequente dos Vingadores. Outros habitantes notáveis da Terra-838 incluem Palmer, Maximoff, seus filhos Billy e Tommy, e vários sentinelas Ultron. As sentinelas Ultron são dubladas por Ross Marquand, retornando de What If...? em que ele substituiu James Spader dando voz a Ultron do filme Avengers: Age of Ultron (2015). Esta realidade também existe sob um regime policial autoritário, como revelado pelo roteirista Michael Waldron.

### Universo X-Men adjacente
As Marvels (2023) introduz brevemente um universo onde os X-Men parecem ter um papel de destaque. A vilão Kree Dar-Benn abre um portal para uma realidade adjacente à Terra-616, onde Monica Rambeau fica presa no final do filme. Ela acorda dentro da Mansão X, e é saudada por dois de seus habitantes, Maria Rambeau, assumindo o codinome de Binária, e um dos X-Men, o mutante Dr. Hank McCoy / Fera, que também menciona o Professor Charles Xavier pelo nome. McCoy é retratado por Kelsey Grammer, reprisando seu papel dos filmes X-Men da 20th Century Fox, X-Men: The Last Stand (2006) e X-Men: Dias de um Futuro Esquecido (2014).

### Terra-10005
A Terra-10005 é introduzida em Deadpool & Wolverine como a realidade doméstica de Wade Wilson / Deadpool e o cenário da série de filmes X-Men da 20th Century Fox. À medida que o universo começa a se desintegrar após a morte de James "Logan" Howlett / Wolverine em Logan (2017), a Autoridade de Variância Temporal (TVA) pega Deadpool e mostra a ele a história do MCU, mostrada por meio de gravações de arquivo de filmes anteriores do UCM. Além disso, Laura / X-23, interpretada por Dafne Keen que repete seu papel de Logan, é revelada tanto no filme quanto pela própria Keen como a mesma versão, tendo envelhecido vários anos após os eventos de Logan antes de ser podada pela TVA no Vazio e eventualmente se tornar parte do grupo da Resistência.